# Juan Francisco de Sayas
Juan Francisco (de) Sayas (Tarazona, ¿? - ¿Tarazona?, ¿1764?) fue un compositor y maestro de capilla español.

## Vida
Es poco lo que se conoce de la vida de Juan Francisco de Sayas. Barbieri lo hace nacido en Tarazona, actualmente en la provincia de Zaragoza, sin duda siguiendo a Latassa, en su Bibliotheca nueva. Saldoni lo hace aragonés, lo que coincidiría con su nacimiento en Tarazona, pero Mitjana lo hace originario de Navarra.
Se sabe que fue alumno de Pablo Nasarre, tal como lo afirma es mismo Sayas, por lo que tuvo que estudiar en Zaragoza, en la escuela del Convento de San Francisco.
Las siguientes noticias que se tienen de él son de su paso por el magisterio de la Catedral de Jaca. Procedía en ese momento de Tarazona, donde era organista y racionero de la Catedral. Sucedió en el cargo al maestro José Antonio Betrán, que había fallecido en 1716. Fue admitido el 15 de junio de 1717, sin oposición, pero se desconoce la fecha de su partida. Miguel Ángel Marín (1999) en el Diccionario de la música española e hispanoamericana afirma que permaneció hasta 1722, fecha en la que entra en el cargo su sucesor, Francisco Viñas. Sin embargo Sara Escuer Salcedo (2018) dice que debió partir enseguida, en cualquier caso no más tarde del 29 de octubre de 1718, fecha en la que el bajonista Martín Bandrés solicitó al cabildo una gratificación por cuidar de los infantes, lo que habitualmente era responsabilidad del maestro. Del hecho se deduce que el maestro ya había partido.
Regresó a Tarazona tras su paso por Jaca. En 1761 hay noticias de Sayas en Tarazona: las actas capitulares informan de las constantes ausencias por enfermedad del organista. El maestro de capilla en ese momento, Francisco Sala y Carbonell, se quejaba del desastroso estado de la capilla de música y el cabildo le respondió que «se componga el maestro de capilla del modo que pueda». Finalmente aceptaron buscar un nuevo organista, resultando electo  Mariano Cosuenda en 1764.

## Obra

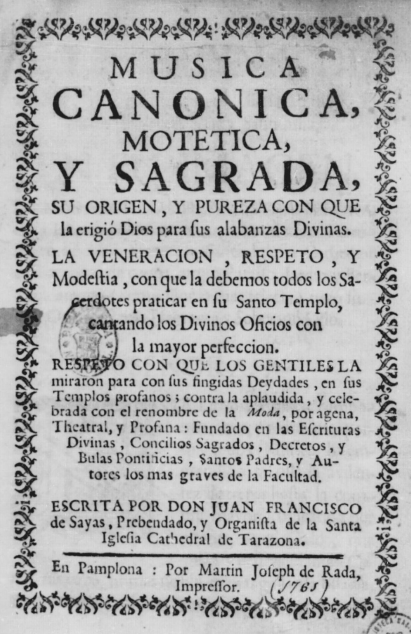
Musica canonica, motetica y sagrada, su origen y pureza con que la erigió Dios para sus alabanzas divinas ... contra la aplaudida y celebrada con el renombre de la moda, por agena, theatral y profana ... (Pamplona, c. 1761)

No se conservan composiciones de Sayas en la Catedral de Jaca. En la Biblioteca Nacional de España se conserva un Motete a 4 de difuntos.
Sayas en conocido principalmente por su libro de teoría musical Musica canonica, motetica y sagrada, su origen y pureza con que la erigió Dios para sus alabanzas divinas. La veneración, respeto y modestia con la que debemos todos los sacerdotes practicar en su santo templo, cantando los divinos oficios con la mayor perfección. Respeto con que los gentiles la miraron para con sus fingidas deydades, en sus templos profanos; contra la aplaudida y celebrada con el renombre de la moda, por agena, theatral y prophana: fundado en las escrituras divinas, concilios sagrados, decretos y bulas pontificias, santos padres y autores los más graves de la facultad (Pamplona, ¿1761?).
El mismo título es de un barroquismo que ya estaba en desuso en esa época, lo que da una idea del tenor del libro. A pesar de que es un tratado técnico sobre la música barroca, con un importante apartado dedicado al canto llano y la polifonía barroca, Sayas aprovecha para oponerse a la música «moderna», contaminada de estilo dramático. El musicólogo Martín Moreno caracterizó el libro de la siguiente forma:

El libro de Sayas pretende ser la formulación científica y documental del discurso Música de los Templos del padre Feijoo, así como una defensa y exposición de los procedimientos de la polifonía barroca del siglo XVII, en reacción o contraposición al estilo concertante italiano y a la práctica de las arias y recitativos en la música de iglesia.
Antonio Martín Moreno (1983), Historia de la música española

El libro se divide en tres partes, cada una de ellas dividida en discursos. La primera se inicia con el origen de la música, que sitúa con Adán, aunque mantiene que Jubal inventó la música. Con ello da a la música un origen divino, lo que justifica que el oficio de cantor sea de carácter elevado. Continúa el texto relacionando la historia de la Iglesia con la música, mencionando a San Ambrosio y San Gregorio Magno. Siguiendo por la formación y sistematización del canto cristiano con Guido d'Arezzo. También menciona la capacidad curativa y exorcista de la música: «La música cura las enfermedades a correspondencia del predominio que los astros tienen en la música y en los hombres» y «es tal el aborrecimiento que [los demonios] le tienen, que sólo por no oír su melodía dejan a la criatura libre.»
Sigue con secciones para el canto llano, canto de órgano, contrapunto y armonía, habituales en los tratados de música. En cambio no se centra en la teoría musical, sino que ofrece reflexiones y consejos para los compositores y maestros. El texto deja claro que los músicos de la época ya no entendían la notación mensural —incluido el mismo Sayas— y que existían dificultades para interpretar músicas según la antigua doctrina. Le dedica mucho tiempo al contrapunto, explicando con detalle la evolución de la polifonía barroca del contrapunto a la armonía. Prefiere una armonía clara y exenta de audacias.
En las críticas, se ciñe a la opinión de Feijoo de considerar pueril la música italianizante.

Llaman, pues, a la música de estos tiempos, música de la moda italiano, y del estilo moderno, con cuyos renombres quieren acreditarla sus primores, ayudando a esto los músicos, cantores e instrumentistas, con gestos, arqueos de cejas, figuras del cuerpo, arrugas en la frente y risadas descompuestas, con cuyas circunstancias (agenas de un puesto tan sagrado) quieren engrandecer y ponderar lo mismo que vituperó el grande San Ambrosio.